# Großraming
Großraming là một đô thị thuộc huyện Steyr-Land thuộc bang Oberösterreich, Áo. Đô thị Großraming có diện tích 108 km², dân số thời điểm năm 2006 là 2725 người.